# 한·당 시대의 사상
이 문서 한·당 시대의 사상(漢唐時代의 思想)은 한나라(漢: 기원전 206~기원후 220) 시대로부터 위진남북조 시대(魏晉南北朝時代: 220~589)를 지나 수나라(隋: 581~618) · 당나라(唐: 618~907) · 오대십국 시대(五代十國時代: 907~960)에 이르기까지 약 1천년 동안의 중국의 중세(中世) 시대에서 전개된 사상을 설명한다.
일반적으로 한나라 시대에는 경학(經學)과 황로술(黃老術), 위진남북조 시대에는 노장(老莊)의 현학(玄學), 그리고 수나라와 당나라 시대에는 불교가 융성했던 시기로 분류한다.

## 경학과 황로술

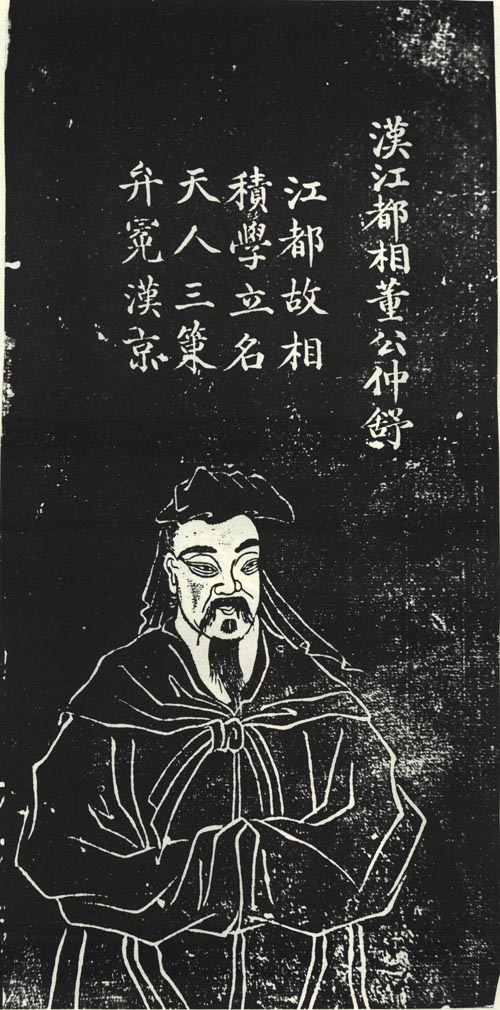
동중서(董仲舒:
기원전 176?~104)

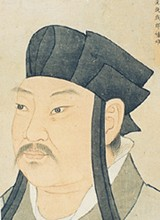
양웅(揚雄:
기원전 53~ 기원후 18)

### 배경
전한(前漢: 기원전 206~기원후 8)과 후한(後漢: 25~220)의 양한(兩漢) 4백년 간의 통일기에는 선진 시대(先秦時代)와 같은 자유사상이나 제자백가와 같은 독창적인 사상은 일어나지 않았다. 진시황의 분서(焚書)로부터 살아남은 문헌들을 수집 · 정리하는 것이 중요한 작업이었으며, 따라서 훈고학(訓誥學), 즉 훈고학적 경학(經學)이 발달하였다. 그리고 오랜 전쟁의 영향과 정치적 속박을 싫어하는 사회 분위기 때문에 노자(老子)의 무위자연 사상이 환영을 받았다. 훈고학은 한나라(기원전 206~기원후 220) 시대부터 당나라(618~907) 시대까지 송나라(960~1279) 시대에 성리학이 발생할 때까지 유행하였다.
한나라 시대에는 유가 계열로는 훈고학적 경학이 있었다면, 도가 계열로는 노장사상의 청정무위(淸淨無爲)를 위주로 하여 도를 닦아 목숨(壽 · 수: 생명 에너지)을 기르며 신선술(神仙術)과 방술(方術)을 구하는 황로술(黃老術)이 있었으며, 또한  형명법술(刑名法術: 법으로써 나라를 다스리는 방법과 기술)을 숭상하는 법가 계열의 학문 경향이 있었다.

### 대표적 사상가
한나라 시대의 대표적 사상가로서는 《회남자(淮南子)》를 저술하고 노장사상의 청정무욕(淸淨無欲)을 말한 유안(劉安: 기원전 179~122), 금문학(今文學)의 입장에서 천인상관설(天人相關說) · 음양설(陰陽說) · 유자지학(儒者之學) · 재이지변(災異之變)을 말한 동중서(董仲舒: 기원전 176?~104), 유가 · 도가의 두 학문을 혼합하여 《태현경(太玄經)》과 《법언(法言)》을 저술한 양웅(揚雄: 기원전 53~ 기원후 18), 훈고학의 대표자인 정현(鄭玄: 127~200)을 들 수 있다.
한편, 신비사상으로 차 있던 한나라 시대에서 왕충(王充: 27~99?)은 특이한 존재라 할 수 있는데, 그는 허망한 이론을 싫어하여 《논형(論衡)》을 저술하여 당시의 학문 경향을 비판하고 실증적이고 과학적인 이론을 펼쳤다.

### 금문학과 고문학
한나라 초기에는, 고조(기원전 206~195) 때의 육가(陸賈: 기원전 ?~?)와 문제(재위 기원전 180~157) 때의 가의(賈誼: 기원전 200~168)가 유학자로서의 식견을 보였다.무제(재위 기원전 141~87)는 오경박사를 두어 유학을 장려하였고, 동중서(董仲舒: 기원전 176?~104)는 〈현량대책(賢良對策)〉 등을 지어 유학사상을 바탕으로 한 정책을 건의하여 유학을 관학(官學)으로 확립하였다.
한나라 시대에는 음양오행설(陰陽五行說) · 참위설(讖緯說) · 재이설(災異說)이 유행하였는데, 자연계의 현상을 포함한 하늘의 운행인 천도(天道)와 인간의 행위인 인사(人事)가 서로 영향을 주는 것이라고 생각하였다. 특히 전한의 동중서를 비롯한 금문경학자(今文經學者)들은 자연주의와 신비주의 사상으로 하늘(天)과 인간(人)의 관계와 사회와 역사를 설명하였다.
그리고 신나라(新: 8~23) 왕망(王莽) 때는 유흠(劉歆: ?~23)이 《서경(書經)》의 새로운 판본인 《고문상서(古文尙書)》를 들고 나옴에 따라, 기존의 판본인 《금문상서(今文尙書)》를 지지하는 금문가(今文家)와 새로운 판본인 《고문상서(古文尙書)》를 지지하는 고문가(古文家) 사이에 금고문 논쟁(今古文論爭)이 치열하게 전개되었다.
금문가는 춘추공양학(春秋公羊學)의 입장에서 《금문상서》는 공자가 예부터 전해져 오는 도(道)에 의거하여 새로이 편찬한 것이라 주장하였다. 그리고 공자를 왕자(王子)의 덕과 자격을 갖춘 사람인 "소왕"(素王)으로 높이고, 새로운 판본인 《고문상서》를 위서(僞書)라 주장하면서 《고문상서》는 공자의 편찬을 통해 전수된 정통적인 가르침을 어지럽히는 것이라고 배척하였다. 이에 대해 고문가는 공자는 예부터 전해져 오는 도(道)를 좋아하여 이 도에 대해 해설했을 뿐 새로운 것을 만들거나 하지는 않았으며 도를 먼저 이룬 큰 스승인 "선도대사"(先道大師)라고 하였다. 그리고 《고문상서》는 진시황의 분서(焚書)로부터 살아남은 문헌으로 위서(僞書)라고 주장하는 것은 무고(誣告)일 뿐이라고 하면서 금문가의 주장을 반박하였다.
이 금고문 논쟁은 후한(後漢: 25~220) 말기에 정현(鄭玄: 127~200)이 금문가와 고문가의 여러 철학 이론을 모두 채용하여 경전의 뜻을 통일시킴으로써 완화되었다. 정현은 고문가의 철학을 위주로 하여 금문가의 참위설 등을 종합하여 일가를 이루었다. 또한 그는 훈고를 통해 모든 유교 경전들에 대한 통일적인 해석을 완성하여 한나라 · 당나라 시대 훈고학의 지표가 됨으로써 경학의 권위를 높였다.

## 현학

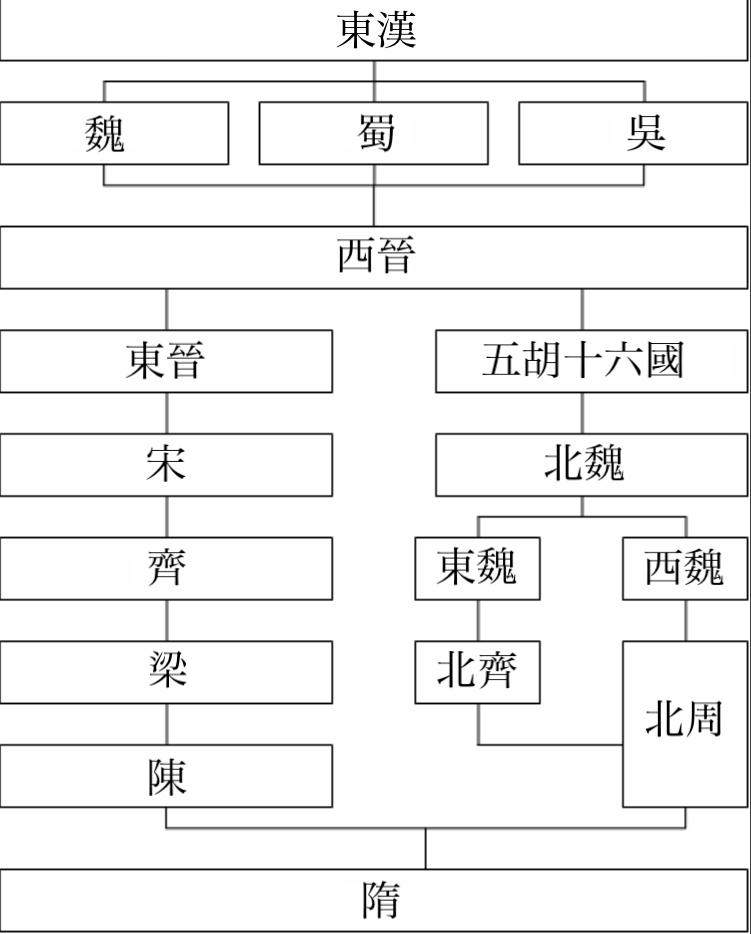
위진남북조 시대(220~589) 왕조들의 계통도: 위진 시대는 220~420, 남북조 시대는 439~589

### 배경
위진남북조 시대(魏晉南北朝時代: 220~589)에는 노장(老莊)의 현학(玄學)이 풍미하였다. 현학에서 3현(三玄)이라 함은 《주역(周易)》·《노자(老子)》·《장자(莊子)》를 지칭한다. 전쟁과 난리가 끊이지 않은 어지러운 때에 성명(性命: 본성과 천명, 인간의 본성과 하늘의 명령)을 보존하고 세상에 명성을 드날리는 것을 구하지 않으며 출세간적(出世間的)인 의사(意思)를 가지고 《노자》와 《장자》의 드넓은 세계를 좋아하였다.

### 대표적 사상가
현학의 대표적 사상가는 삼국 시대 위나라(魏)의 하안(何晏: 193?~249) · 왕필(王弼: 226~249) 그리고 서진(西晉)의 곽상(郭象: 252?~312)이다. 하안(何晏)은 유무(有無)를 논하고, 왕필(何晏)은 체용(體用)을 해설하고, 곽상(郭象)은 《장자》를 풀이하였는데, 이들 삼인과 더불어 현학의 학풍이 크게 일어났다. 그 밖에 완적(阮籍: 210~263) · 혜강(嵆康: 223~262) 등의 죽림7현(竹林七賢)이 나타나서 현언(玄言)을 숭상하고 예법(禮法)에 구애되지 않으며 세속을 떠나 자유롭게 처신코자 하는 청담(淸談)이 성행하였다.
하안(何晏)의 《논어집해(論語集解)》와 왕필(王弼)의 《주역주(周易註)》의 주석들은 모두 도가의 입장에서 유가의 경서를 풀이한 것이다. 특히 왕필은 《노자주(老子註)》도 또한 저술하였다. 왕필의 《주역주》와 하안의  《논어집해》는 모두 자연주의의 입장에서 한나라 시대 유학의 부서재이(符瑞災異: 상서로운 징조와 괴이한 징조)의 설을 교정한 것이었다.

## 불교와 도교

### 격의불교
불교는 전한 말기과 후한 초기에 처음으로 중국에 전래되어 중국 불교사상의 시원(始原)을 열게 되었다. 그러나 한나라 시대의 불교는 중국 불교의 초창기로서 일반사상계에 큰 영향을 미치지는 못했다. 그 후 3국시대를 지나 진(晋)에 이르는 동안 불교 승려와 신자의 수가 많아짐에 따라 사찰의 건립과 불경의 번역 등이 점점 활발해졌다.
당시의 불교 수용 과정에 있어서 노장사상은, 유교와는 대립했던 것과는 달리 불교 이해의 교량적 역할을 하였다. 그 대표적 인물로서 도안(道安) · 혜원(慧遠) 등을 들 수 있다. 이들은 노장사상의 형이상학적 철학과 사상을 원용하여 불교의 가르침과 사상을 해석했는데 이것을 격의불교(格義佛敎)라 한다.

### 도가사상과 도교
위진시대로 오면서, 도가사상을 지녔거나 이해하고 있던 당시의 사대부 가문들에서 불교에 대한 관심이 점차 높아지기 시작하였다. 이 시대의 청담학파들의 사상은 순수 도가사상이라기보다는 도가사상을 바탕으로 거기에 불교적 요소를 가미한 것이었다.
이와 더불어 도가사상에다 불교적 요소가 가미되어 종교적 성격을 띤 도교의 성립을 보게 되었으나, 그 후 도교는 불교와 더불어 대립하여 논쟁하게 되었다. 그러나 불교와 도교는 상호 영향을 주고 받아, 비록 교단과 조직 면에서는 대립을 보였지만, 도교는 불교의 교리와 의식을 모방하여 자체의 형태를 정비하게 되었다.

### 삼교합일 사상
또한 불교 사상과 도가 사상의 동일성 또는 합일을 주장한 사상도 출현하였다. 남제(南齊)의 장융(張融)은 "道也與佛 逗極無二(도야여불 두극무이)"라 하여 도교와 불교가 그 사상적 극치에서는 같은 것이라고 주장하였다. 또한 북제(北齊)의 안지추(顔之推)는 "內外兩敎 本位一體(내외양교 본위일체)"라 하여 도교와 불교가 융회(融會)함을 강조하여 사회적 공존성을 말하였다. 이들의 사상은 후대의 유교 · 불교 · 도교의 3교 합일 사상의 단서를 제공하였는데, 수나라(隋)의 유학자 왕통(王通: 584년~617년)은 "三敎於是呼可一矣(삼교어시호가일의)"라 주장하였다.

### 중국 불교의 전성기
수나라 · 당나라 시대의 사상의 주류를 이루는 것은 위진남북조 시대부터 성장해 온 불교 사상이며 중국에서 불교의 연구는 이 시대에서 때에 이르러 절정을 이루게 되었다. 위진남북조 시대 불교의 구마라습(鳩摩羅什)의 불경(佛經) 한역(漢譯)이나, 도안 · 혜원 · 승조(僧肇) · 도생(道生) 등의 불교사상을 소승적(小乘的) 불교라 한다면, 수나라 · 당나라 시대의 불교는 점차 대승적 방향으로 전환하게 되었다. 당나라 시대에 이르러 불교 교의의 연구와 실천이 전문화하고 심화함에 따라서 소의경전 또는 소의논서를 중심으로 종파를 형성하여 10여 종으로 분립하였으며, 종파불교의 전성시대를 이루게 되었으며 또한 중국 불교의 전성기를 이루었다. 그 중에 가장 심오한 철학을 형성한 종파로는 천태종 · 화엄종 · 선종이 있다.

## 같이 보기
- 중국의 사상
- 송·명 시대의 사상
- 도가 사상
- 중국의 불교
- 불교 사상
- 중국의 불교 사상
- 중국 불교의 종파 목록
- 선종
- 유가 사상
- 훈고학
- 경학

## 참고 문헌
- 이 문서에는 다음커뮤니케이션(현 카카오)에서 GFDL 또는 CC-SA 라이선스로 배포한 글로벌 세계대백과사전의 "동양사상 > 동양의 사상 > 중국의 사상 > 한·당의 사상 > 한·당의 사상" 항목을 기초로 작성된 글이 포함되어 있습니다.